# Vila Nune
Vila Nune é uma povoação portuguesa do Município de Cabeceiras de Basto que foi sede da extinta Freguesia de Vila Nune, freguesia que tinha 4,55 km² de área e 379 habitantes (2011), e, por isso, uma densidade populacional de 83,3 hab/km².
A Freguesia de Vila Nune foi extinta em 2013, no âmbito de uma reforma administrativa nacional, tendo sido agregada à Freguesia de Arco de Baúlhe, para formar uma nova freguesia denominada União das Freguesias de Arco de Baúlhe e Vila Nune com a sede em Arco de Baúlhe.

## População
| População da freguesia de Vila Nune (1864 – 2011) | População da freguesia de Vila Nune (1864 – 2011) | População da freguesia de Vila Nune (1864 – 2011) | População da freguesia de Vila Nune (1864 – 2011) | População da freguesia de Vila Nune (1864 – 2011) | População da freguesia de Vila Nune (1864 – 2011) | População da freguesia de Vila Nune (1864 – 2011) | População da freguesia de Vila Nune (1864 – 2011) | População da freguesia de Vila Nune (1864 – 2011) | População da freguesia de Vila Nune (1864 – 2011) | População da freguesia de Vila Nune (1864 – 2011) | População da freguesia de Vila Nune (1864 – 2011) | População da freguesia de Vila Nune (1864 – 2011) | População da freguesia de Vila Nune (1864 – 2011) | População da freguesia de Vila Nune (1864 – 2011) |
| ------------------------------------------------- | ------------------------------------------------- | ------------------------------------------------- | ------------------------------------------------- | ------------------------------------------------- | ------------------------------------------------- | ------------------------------------------------- | ------------------------------------------------- | ------------------------------------------------- | ------------------------------------------------- | ------------------------------------------------- | ------------------------------------------------- | ------------------------------------------------- | ------------------------------------------------- | ------------------------------------------------- |
| 1864                                              | 1878                                              | 1890                                              | 1900                                              | 1911                                              | 1920                                              | 1930                                              | 1940                                              | 1950                                              | 1960                                              | 1970                                              | 1981                                              | 1991                                              | 2001                                              | 2011                                              |
| 303                                               | 253                                               | 252                                               | 287                                               | 346                                               | 309                                               | 317                                               | 375                                               | 420                                               | 400                                               | 429                                               | 466                                               | 474                                               | 370                                               | 379                                               |